# Zoë Sprengers
Zoë Sprengers (født 19. januar 2000 i Haarlem, Holland) er en hollandsk håndboldspiller, som spiller for den danske klub Nykøbing Falster Håndboldklub og for Hollands kvindehåndboldlandshold.
Hun har tidligere spillet for tyske Bayer 04 Leverkusen og BVB Dortmund i Handball-Bundesliga Frauen.
Hun har deltaget ved flere slutrunder for Holland, bl.a. ved VM 2021, EM 2022 VM 2023. Hun var også udtaget til OL 2024 i Paris men blev kort før slutrunden skadet og deltog derfor ikke i turneringen.